# Кривая Кузнеца
Кривая Кузнеца — гипотеза о том, что в странах, стоящих на ранних ступенях экономического развития, неравенство доходов сперва возрастает, но по мере роста экономики имеет тенденцию снижаться. Данная гипотеза была впервые выдвинута 29 декабря 1954 года экономистом Саймоном Кузнецом и оформлена в виде перевернутой U-образной кривой.
Кузнец рассматривал изменение в распределении доходов, вызываемое экономическим ростом, как его следствие. Кузнец выдвинул гипотезу о том, что неравномерность в производительности приводит к высокому уровню доходов в индустриальном секторе и увеличению его доли в экономике, способствуя росту неравенства. Естественное перераспределение рабочей силы из отраслей с низкой производительностью труда (например, сельское хозяйство) в отрасли с более высокой производительностью (промышленность) приводит к постепенному появлению и укреплению тенденции на снижение неравенства доходов.

## Коэффициент Кузнеца и кривая Кузнеца
Коэффициент Кузнеца — это отношение доходов, поступающих в самые богатые домохозяйства (обычно берутся верхние 20 % населения), к доходам, идущим в самых бедные домохозяйства (обычно берутся нижние 20 или 40 % населения). При сравнении 20 % и 20 % полностью равномерное распределение выражается как 1; при сравнении 20 % и 40 % это значение равно 0,5.
Диаграммы кривой Кузнеца показывают перевёрнутую U-образную кривую, а переменные по осям обычно выражают доход на душу населения или время экономического развития по оси Х и неравенство или коэффициент Джини по оси Y.

## Критика кривой Кузнеца
Французский экономист Тома Пикетти в своих работах, в том числе в книге «Капитал в XXI веке», критично рассматривает положения работ Саймона Кузнеца и его последователей.
Пикетти считает, что отмечаемая Кузнецом в своих работах начала 1950-х годов тенденция не обязательно была продуктом внутренних экономических сил (например, межотраслевого перераспределения или последствий научно-технического прогресса). Вместо уменьшения разрыва в уровне заработной платы произошло уменьшение разницы в стоимости имущества и его доходности. И причины этого были скорее политические (например, введение подоходного налога). В результате, снижение неравенства в доходах не обязательно будет продолжаться. На практике, неравенство в доходах резко выросло в США на протяжении последних тридцати лет, вернувшись к уровню 1930-х.
Концепцию также критикуют сторонники теорий зависимого развития, например, чилийский экономист Габриэль Пальма.

## «Экологическая» кривая Кузнеца
После исследований 1991 года принстонских экономистов Джина Гроссмана и Алана Крюгера кривую Кузнеца стали использовать в экологической политике, в последующих исследованиях её применение сильно оспаривается.
С ростом внутреннего национального продукта состояние окружающей среды на начальном этапе стремительно ухудшается, но потом наступает перелом. С увеличением доходов растёт спрос на безопасную и благополучную окружающую среду и появляется больше ресурсов, которые можно направить на это. Иными словами, получается так, что более состоятельные граждане, во-первых, сильнее ощущают потребность в том, чтобы дышать чистым воздухом и купаться в чистой воде, а во-вторых, могут позволить себе тратить на оздоровление окружающей среды больше денег.